# Alam-Pedja naturreservat
Alam-Pedja naturreservat är ett naturskyddsområde i centrala Estland.
Det ligger i sänkan Võrtsjärv (med insjön Võrtsjärv) norr om floden Väike Emajõgi. På grund av flodens långsamma flöde avvattnas reservatet likaså långsamt. Regionen har en låg befolkningstäthet som motsvarar ungefär tätheten av brunbjörn, varg och lodjur. Utter har en stor population men exemplaren gömmer sig bra. I området lever även europeiska bävrar. Reservatet är den största häckningsplatsen för dubbelbeckasin i Baltikum. Reservatet erbjuder endast ett fåtal korta vandringsleder. Utflykter med kanot är mera vanligt, men det saknas en båtuthyrning. Flera dammbyggnader kan göra resan besvärlig.